# تاکاهیرو ساساکی
تاکاهیرو ساساکی (ژاپنی: 佐々木 崇浩؛ زادهٔ ۲۵ سپتامبر ۱۹۷۴) یک بازیکن فوتبال اهل ژاپن است.
از باشگاه‌هایی که در آن بازی کرده‌است می‌توان به باشگاه فوتبال سرزو اوساکا اشاره کرد.